# Lycenchelys chauliodus
Lycenchelys chauliodus é uma espécie de peixe da família Zoarcidae e da ordem Perciformes.

## Habitat
É um peixe marítimo e demersal que vive entre 1.005-1.124 m de profundidade.

## Distribuição geográfica
É encontrado no Oceano Pacífico: Peru.

## Observações
É inofensivo para os humanos.